# John Antwi
John Antwi Duku (Sekondi-Takoradi, 6 agosto 1992) è un calciatore ghanese, attaccante dell'Al-Murooj.
È con 77 reti il miglior marcatore straniero del campionato egiziano.

## Caratteristiche tecniche
Antwi è un attaccante ambidestro, agile nei movimenti, forte fisicamente ed efficace nel gioco aereo. Trova la sua collocazione ideale nel ruolo di centravanti, ma in caso di necessità può adattarsi a seconda punta.

## Carriera

### Club
Nel 2013 lascia il Ghana, accordandosi con l'Ismaily che ne acquista il cartellino in cambio di 250.000 dollari. Il 16 giugno 2015 - dopo una parentesi di sei mesi in Arabia Saudita - firma un quadriennale con l'Al-Ahly. Non riuscendo a trovare spazio - complici anche alcuni problemi fisici - il 13 gennaio 2017 viene ceduto in prestito al Misr Lel Makasa.
Il 25 novembre 2018 segna una tripletta contro l'ENPPI, diventando - con 63 reti - il miglior marcatore straniero all-time nella storia del campionato egiziano, superando il precedente primato di Ernest Papa Arko. Il 30 luglio 2019 viene tesserato dal Pyramids. Il 5 ottobre 2021 viene acquistato dall'El Gaish.

### Nazionale
Esordisce con la nazionale ghanese il 10 ottobre 2017 contro l'Arabia Saudita in amichevole, subentrando ad inizio ripresa al posto di Raphael Dwamena.

## Statistiche

### Presenze e reti nei club
Statistiche aggiornate al 12 agosto 2021.
| Stagione               | Squadra                | Campionato             | Campionato | Campionato | Coppe nazionali | Coppe nazionali | Coppe nazionali | Coppe continentali | Coppe continentali | Coppe continentali | Altre coppe | Altre coppe | Altre coppe | Totale | Totale |
| Stagione               | Squadra                | Comp                   | Pres       | Reti       | Comp            | Pres            | Reti            | Comp               | Pres               | Reti               | Comp        | Pres        | Reti        | Pres   | Reti   |
| ---------------------- | ---------------------- | ---------------------- | ---------- | ---------- | --------------- | --------------- | --------------- | ------------------ | ------------------ | ------------------ | ----------- | ----------- | ----------- | ------ | ------ |
| 2012-2013              | Ismaily                | PL                     | 14         | 5          | CE              | 4               | 2               | ACC+CC             | 6+6                | 2+2                | -           | -           | -           | 30     | 11     |
| 2013-2014              | Ismaily                | PL                     | 16         | 11         | CE              | 0               | 0               | CC                 | 3                  | 0                  | -           | -           | -           | 19     | 11     |
| 2014-gen. 2015         | Ismaily                | PL                     | 17         | 12         | CE              | 1               | 1               | -                  | -                  | -                  | -           | -           | -           | 18     | 13     |
| Totale Ismaily         | Totale Ismaily         | Totale Ismaily         | 47         | 28         |                 | 5               | 3               |                    | 15                 | 4                  |             | -           | -           | 67     | 35     |
| gen.-giu. 2015         | Al-Shabab              | SPL                    | 11         | 4          | CPC+KCC         | 0+2             | 0               | ACL                | 5                  | 0                  | -           | -           | -           | 18     | 4      |
| 2015-2016              | Al-Ahly                | PL                     | 16         | 2          | CE+CE           | 3+1             | 4+0             | CC+CCL             | 4+4                | 1+3                | SE          | 1           | 0           | 29     | 10     |
| 2016-gen. 2017         | Al-Ahly                | PL                     | 4          | 1          | CE              | 0               | 0               | CCL                | 0                  | 0                  | SE          | 0           | 0           | 4      | 1      |
| Totale Al-Ahly         | Totale Al-Ahly         | Totale Al-Ahly         | 20         | 3          |                 | 4               | 4               |                    | 8                  | 4                  |             | 1           | 0           | 33     | 11     |
| gen.-giu. 2017         | Misr Lel Makasa        | PL                     | 16         | 10         | CE              | 2               | 2               | -                  | -                  | -                  | -           | -           | -           | 18     | 12     |
| 2017-2018              | Misr Lel Makasa        | PL                     | 28         | 16         | CE              | 1               | 0               | CCL                | 0                  | 0                  | -           | -           | -           | 29     | 16     |
| 2018-2019              | Misr Lel Makasa        | PL                     | 28         | 11         | CE              | 1               | 1               | -                  | -                  | -                  | -           | -           | -           | 29     | 12     |
| Totale Misr Lel Makasa | Totale Misr Lel Makasa | Totale Misr Lel Makasa | 72         | 37         |                 | 4               | 3               |                    | -                  | -                  |             | -           | -           | 76     | 40     |
| 2019-2020              | Pyramids               | PL                     | 31         | 9          | CE+CE           | 3+3             | 2+2             | CC                 | 13                 | 6                  | -           | -           | -           | 50     | 19     |
| 2020-2021              | Pyramids               | PL                     | 16         | 0          | CE              | 1               | 1               | CC                 | 6                  | 1                  | -           | -           | -           | 23     | 2      |
| Totale Pyramids        | Totale Pyramids        | Totale Pyramids        | 47         | 9          |                 | 7               | 5               |                    | 19                 | 7                  |             | -           | -           | 73     | 21     |
| 2021-2022              | El Gaish               | PL                     | 0          | 0          | CE              | 0               | 0               | -                  | -                  | -                  | SE          | -           | -           | 0      | 0      |
| Totale carriera        | Totale carriera        | Totale carriera        | 197        | 81         |                 | 22              | 15              |                    | 47                 | 15                 |             | 1           | 0           | 267    | 111    |

### Cronologia presenze e reti in nazionale
| Cronologia completa delle presenze e delle reti in nazionale ― Ghana | Cronologia completa delle presenze e delle reti in nazionale ― Ghana | Cronologia completa delle presenze e delle reti in nazionale ― Ghana | Cronologia completa delle presenze e delle reti in nazionale ― Ghana | Cronologia completa delle presenze e delle reti in nazionale ― Ghana | Cronologia completa delle presenze e delle reti in nazionale ― Ghana | Cronologia completa delle presenze e delle reti in nazionale ― Ghana | Cronologia completa delle presenze e delle reti in nazionale ― Ghana |
| Data                                                                 | Città                                                                | In casa                                                              | Risultato                                                            | Ospiti                                                               | Competizione                                                         | Reti                                                                 | Note                                                                 |
| -------------------------------------------------------------------- | -------------------------------------------------------------------- | -------------------------------------------------------------------- | -------------------------------------------------------------------- | -------------------------------------------------------------------- | -------------------------------------------------------------------- | -------------------------------------------------------------------- | -------------------------------------------------------------------- |
| 10-10-2017                                                           | Gedda                                                                | Arabia Saudita                                                       | 0 – 3                                                                | Ghana                                                                | Amichevole                                                           | -                                                                    | 46’                                                                  |
| 17-11-2020                                                           | Khartum                                                              | Sudan                                                                | 1 – 0                                                                | Ghana                                                                | Qual. Coppa d'Africa 2021                                            | -                                                                    | 67’                                                                  |
| Totale                                                               |                                                                      | Presenze                                                             | 2                                                                    |                                                                      | Reti                                                                 | 0                                                                    |                                                                      |

### Record
- Calciatore straniero ad aver segnato più reti (77) nel campionato egiziano.[1][2]

## Palmarès

### Club
- Supercoppa d'Egitto: 1

Al-Ahly: 2015
- Campionato egiziano: 1

Al-Ahly: 2015-2016

### Individuale
- Capocannoniere del campionato egiziano: 1

2013-2014 (11 gol)
- Capocannoniere della Coppa d'Egitto: 2

2014-2015 (5 gol), 2018-2019 (3 gol, a pari merito con Khaled Kamar, Mahmoud Kaoud, Ahmed Raouf e Eric Traoré)